# Григорий Цамблак
Григорий Цамблак (ок. 1365 – 1420) е български средновековен писател, представител на Търновската книжовна школа. Той е Киевски митрополит (1413 – 1420) и един от най-значимите славянски църковни проповедници, писатели и химнографи. Радетел е за налагането на правописната и езикова реформа, извършена от Евтимий Търновски.

## Биография
Роден е в Търново ок. 1365 г. в знатното болярско семейство Цамблак. Ученик е на патриарх Евтимий Търновски, при когото служи като примокирий. В похвалното слово за Евтимий, Григорий пише: 
| „ | „Защото кой народ, сроден с българския по реч, не прие неговите писания, неговите учения, труда и потта на този, който вместо с нозе да разнася евангелската проповед, си служеше с ръка, и вместо с апостолски мрежи – с перо, и така извличаше от дълбочината на невежеството спасяемите … и на тях стана учител по благочестие.“ | “ |

### Произход
Григорий Цамблак е българин по рождение, както и предшествениците му в Киев – Йоан I (1004 – 1038 г.) и Киприан Цамблак (1376-1406 г.), на когото е много вероятно да е племенник. Григорий Цамблак нарича Киприан „брат на нашия отец“ в похвалното си надгробно слово за митрополит Киприан, написано в Киев в 1409 г., под което най-често се разбира, че Киприан е бил негов чичо, а не негов духовен отец. Но текстът може да има предвид духовните връзки между Киприан и патриарх Евтимий Търновски, общия „отец“ на всички български монаси.

### Началото
Около 1390 г. Григорий Цамблак живее в Цариград, където се замонашва. Пребивава и на Атон. После е при духовенството на Цариградския патриарх, а по-после става игумен на Дечанския манастир в Косово. След това е игумен на Плинарийския манастир „Пресвета Богородица“ в Цариград, а между 1401 и 1406 г. е презвитер на Великата църква на Молдова и Влахия със столица Сучава – в Нямецкия манастир „Възнесение Господне“ (Нямцулски манастир). Там той написва Житие на Йоан Нови Сучавски по поръка на молдовския господар Александър Добрия. С това той слага началото на литература с румънска тематика и налага българския език като книжовен език в Румъния.

### Към Русия
Малко преди смъртта си (1406 г.) митрополит Киприан го извиква в Русия, възможно за помощ при споровете между Литовското и Московското княжества. На път за Москва, Григорий научава за смъртта на Киприан и остава в Литовското княжество (Киев тогава е в неговите граници), където в 1413 или 1414 г. с поддръжката на княз Витовт е ръкоположен за Литовски митрополит. (Бил е в Москва едва през 1409 г.) Цариградският патриарх не е съгласен с назначението и го лишава от свещенически сан. През 1415 г. по желание на Витовт е хиротонисан от западно-руските епископи без съгласието на патриарха. Поради разположението на западната църква, той си спечелва анатемата на Цариградския патриарх, а и отлъчване от Москва.

### Църковния събор и унията
Участва в големия римокатолически събор в Констанц в Германия през 1418 г. – едновременно с посланиците на византийския император. Там е приет тържествено от бъдещия император на Свещената римска империя и крал от Унгария, както и от папата, но унията с Рим е отхвърлена. За преговорите е бил съпроводен от 300 души свещеници и епископи. Според едни източници той закъснява за преговорите и умира през 1419 г., а според други – пристигнал и държал бележита реч на латински пред крал Сигизмунд и папа Мартин V. Папата го приема на тържествена аудиенция. Григорий Цамблак произнася на съборяните друга реч, с която им предлагал да се сближат и да почнат да се обясняват по братски по църковни въпроси, а не по „фарисейски“.

### Московските митрополити
Отношението на Москва към Григорий Цамблак е двояко. Тъй като той стои на страната на княз Витовт в спора с московския митрополит Фотий, срещу него са отправяни обвинения в разкол, че е прикрит папист и други. От своя страна Григорий пише на Цариградския патриарх, след като е избран на събора в Новогрудок за Киевски митрополит, по повод на Киевските митрополити, дошли от Москва: 
| „ | „Църкви не са строили, но събираха църковни данъци, митрополитите изнасяха грошовете в Московско, църковните вещи и святини, Христовите мощи и сандали на Богородица, икони, оковани в злато,… цялата църковна украса на Киевската митрополия, това, което князете бяха подарили в чест и за спомен, да не говоря за сребро, злато и църковни прибори, … – всичко изнесоха!“ | “ |

Според летописите на Нямецкия манастир Григорий (Цамблак?) е починал там на 86-годишна възраст. Погребан е в притвора на църквата в Нямецкия манастир. Тук се смесва българският книжовник с местен духовник на име Григорий, който е живял по-късно от него.[източник? (Поискан днес)]

## Произведения
Още в Молдова Григорий Цамблак изявява своя голям ораторски и литературен дар. Написва над 25 поучителни слова и поучения за църковните празници, Житие и Служба на Йоан Нови Сучавски (Белгородски), с когото се запознава в 1401 г. в Белгород (на турски: Акерман), тогава в Молдова (днес Белгород Днестровски в Украйна).
Като митрополит на Киев пише „Стих на целование“ за празника „Успение Богородично“, наричан често и накратко „Цамблак“ – възможно е,да е по случай въздигането на съборната църква на Киево-Печорския манастир, основана от Теодосий Печорски през 11 век. Известни са негови автографи и преписи на служебник, требник и др. Въвежда в южна и западна Русия т.нар. „болгарский распев“, който скоро става популярен и в североизточна Русия. Участва дейно в съставянето на Московския летописен свод. Съществуват множество редакции от 16-17 в. на неговите произведения.
- „Житие на Йоан Сучавски“ („Мъчение на Йоан Сучавски“) – писано през 1402 г. в Сучава, Молдова.
- „Житие на Стефан Дечански“ – писано в периода 1407 – 1408 г. в Дечанския манастир.
- „Разказ за пренасяне мощите на света Петка от Търново във Видин и Сърбия“ – 1407 – 1408 г., Дечанския манастир. Съдържа сведения за българската история.
- „Похвално слово за митрополит Киприан“ – писано в 1409 г.
- „Похвално слово за патриарх Евтимий“[неработеща препратка] – съдържа ценни сведения за живота на Евтимий Търновски. Описана е обсадата и превземането на Търново през 1393 г., избиването на 110 български велможи и легендата за вкаменяването ръката на палача, преди екзекуцията на Евтимий.
- „Книга Григория Цамблака“ – 18 слова, посветени на празници в православния календар. Това е единственият сборник на средновековен славянски писател, съставен единствено от негови произведения. В различните преписи броят на словата варира от 17 до 21. В повечето случаи са 18, подредени според датите на християнските празници, на които са посветени:

1. „Слово за божествените тайни“ (20 декември)
2. „Слово за усопшете“ (в събота месопустная)
3. „Слово за иноческия живот“ (в неделя на сиропустната седмица)
4. „Похвално слово за преподобните отци“ (в събота сиропустна)
5. „Похвално слово за светите 40 мъченици“ (9 март)
6. „Слово за Връбница“
7. „Слово за Велики четвъртък“
8. „Слово за Велики петък“
9. „Слово за Възкресение“
10. „Слово за Рождество на Йоан Предтеча“ (24 юни)
11. „Похвално слово за апостолите Петър и Павел“ (29 юни)
12. „Похвално слово за пророк Илия“ (20 юли)
13. „Слово за преображение“ (6 август)
14. „Слово за Успение“ (15 август)
15. „Слово за обезглавяване на Йоан Предтеча“ (29 август)
16. „Слово за Рождество Богородично“ (8 септември)
17. „Слово за въздвижение на кръста“ (14 септември)
18. „Похвално слово за свети Димитър“ (26 октомври)

- Приписва му се и проповедта „Похвално слово за великомъченик Георги“.

### Стил
Литературният стил на Григорий Цамблак се отличава с приповдигнат тон и многословие. Иречек отбелязва, че в това отношение е ненадминат в българската литература.

### Значение
Григорий Цамблак е възпитаник на Търновската книжовна школа. Нейните традиции той пренася в други славянски литератури, които обогатява със съчиненията си: проповедите и словата – в руската, житията – в сръбската. Дали творчеството му трябва да се причислява към румънската литература е спорно, защото Цамблак пише създадените в Сучава произведения на български език.

В славянската литература от XV век Григорий Цамблак е най-известният писател. В Никоновската летопис при 1419 г., като важно събитие е написано: 
| „ | „Тази зима умря Григорий митрополит Цамблак, в Киев, по рождение българин, книжен много, защото научен беше на всякаква книжна мъдрост от детство, и много писания сътвори и остави“. | “ |

Смята се, че покрай другото Григорий Цамблак внася през Украйна в Русия почитта към света Петка Българска. Там въвежда и българския църковен напев. 

## Памет
На Григорий Цамблак е наречена улица в квартал „Васил Левски“ в София (Карта).

## Издания
- Давидов, А., Г. Данчев, Н. Дончева-Панайотова. Житие на Стефан Дечански от Григорий Цамблак. С., 1983.
- Бояджиев, А. Григорий Цамблак. Слово за Връбница. С., 2005.
- Григорий Цамблак. Избрани съчинения. Съст. Донка Петканова. С., 2010.